# Gowjeh (ort i Iran)
Gowjeh (persiska: گوجه) är en ort i Iran.   Den ligger i provinsen Khorasan, i den nordöstra delen av landet, 600 km öster om huvudstaden Teheran. Gowjeh ligger 1 383 meter över havet och antalet invånare är 697.
Terrängen runt Gowjeh är platt åt nordost, men åt sydväst är den kuperad.Runt Gowjeh är det ganska glesbefolkat, med 38 invånare per kvadratkilometer. Närmaste större samhälle är Qūchān, 6,7 km nordost om Gowjeh. Omgivningarna runt Gowjeh är i huvudsak ett öppet busklandskap.